# Machézal
Machézal là một xã trong tỉnh Loire miền trung nước Pháp.